# Trouble du comportement en sommeil paradoxal
 (août 2014).
Si vous disposez d'ouvrages ou d'articles de référence ou si vous connaissez des sites web de qualité traitant du thème abordé ici, merci de compléter l'article en donnant les références utiles à sa vérifiabilité et en les liant à la section « Notes et références ».
 Mise en garde médicale
Le trouble du comportement en sommeil paradoxal (TCSP) est un trouble du sommeil caractérisé par des mouvements, pendant une phase de sommeil paradoxal. C'est une parasomnies spécifique du sommeil paradoxal, tout comme les cauchemars et les paralysies du sommeil, distincte donc des mouvements se produisant pendant le sommeil lent, comme le somnambulisme et la somniloquie.
Le TCSP se manifeste régulièrement chez les patients souffrant d'une maladie neuro-évolutive (principalement la maladie de Parkinson, la maladie à corps de Lewy, l'atrophie multisystématisée et les autres synucléinopathies), mais c'en est aussi un signe avant-coureur fréquent (phase prodromique).

## Histoire
Les premières descriptions de rêves agités chez les patients atteints de la maladie de Parkinson datent de l'identification de la maladie par James Parkinson en 1817 :
« The tremulous motion of the limbs occur during sleep, and augment until they awaken the patient, and frequently with much agitation and alarm »
« Des tremblements des membres se produisent pendant le sommeil, et augmentent jusqu'à ce qu'ils réveillent le patient, souvent avec beaucoup d'agitation et de frayeur. »
Le caractère prodromique du TCSP n'est en revanche reconnu qu'à la fin du XXe siècle, et son lien avec les synucléinopathies est surtout étudié dans les années 2020.

## Signes et symptômes
Ils correspondent à la mise en acte d'un rêve, due à l'absence de l'atonie musculaire spécifique de ce type de sommeil. Alors que le sujet est profondément endormi, il se met tout à coup à parler, crier, gesticuler avec brusquerie. Il donne des coups, se précipite sur son partenaire ou saute violemment hors du lit. Il n'est pas rare que cette agitation occasionne des contusions ou même des fractures. 
Lorsqu'on le réveille, le sujet peut raconter qu'il se trouvait pris en plein dans l'action d'un rêve ou assez souvent d'un cauchemar : il essayait par exemple de protéger son partenaire d'un danger. Ces rêves comportent toujours une part de violence, et il existe une concordance entre ce que le sujet rêve et ce qu'il fait. Cette forme typique du TCSP, est en fait rare, plus souvent les mouvements observés lors des enregistrements sont beaucoup moins élaborés et ne peuvent être spécifiquement reliés au contenu onirique. Des formes infra-cliniques existent, il s'agit de sommeil paradoxal dissocié. En effet, l'une des caractéristiques du sommeil paradoxal consiste en une atonie musculaire, c’est-à-dire l'absence de tonus musculaire.
Chez les personnes atteintes de TCSP, l'atonie musculaire habituelle en sommeil paradoxal est levée. Les premières études du TCSP, à la fin des années 1980, font état de rêves violents et de comportements agressifs chez des personnes peu enclines à la violence, comme chez les chats auxquels Michel Jouvet avait fait subir une lésion du tronc cérébral. C'est ce qui a amené Carlos H. Schenck et ses collègues à surveiller leurs 29 patients afin de voir s'ils développeraient une maladie cérébrale, qui effectivement est survenue chez 21 d'entre eux au bout de 10-15 ans.
En fait, les rêves violents sont surreprésentés dans les rapports parce qu'ils sont plus susceptibles de réveiller le dormeur ou son conjoint, mais quand on réveille des personnes souffrant d'un TCSP leur proportion de rêves violents n'est pas supérieure à celle des rêveurs ordinaires.
Le trouble pourrait facilement être confondu avec le somnambulisme, pourtant de nombreux éléments les distinguent :
- le somnambulisme survient surtout chez l'enfant et l'adulte jeune ;
- le somnambulisme est une parasomnie par trouble de l'éveil, le sujet n'est pas en train de rêver ;
- l'activité motrice du TCSP est bien moins élaborée que celle du somnambulisme.

À cela peut s'ajouter un diagnostic différentiel. Les terreurs nocturnes sont une parasomnie par trouble de l'éveil. Elles relèvent du même mécanisme physiopathologique que le somnambulisme. Les 2 troubles (auxquels on pourraient même ajouter les éveils confusionnels) pourraient d'ailleurs constituer 2 modes d'expression différents d'une même entité pathologique.
Les éveils confusionnels sont une parasomnie par trouble de l'éveil. Le sujet se réveille dans un état de confusion, parfois d'agitation, pouvant de façon exceptionnelle aboutir à des agressions violentes du partenaire. Les éveils confusionnels, contrairement aux 2 précédentes parasomnies, peuvent survenir durant la sieste.

## Épidémiologie
Le TCSP, une entité pathologique découverte en 1986, est plus fréquente chez l'homme que chez la femme, et commence le plus souvent après 50 ans. L'étiologie précise des troubles reste discutée : elle est certainement plurifactorielle. Des facteurs toxiques ou médicamenteux peuvent favoriser leur apparition. De nombreuses lésions, sous-corticales vasculaires, tumorales, mais surtout dégénératives pourraient jouer un rôle causal. Les syndromes dégénératifs avec syndrome parkinsonien seraient souvent impliqués dans la genèse d'un TCSP. Dans la démence à corps de Lewy, ce trouble du sommeil est particulièrement fréquent. Par ailleurs, la survenue d'un TCSP pourrait avoir une valeur prédictive, précédant de plusieurs années l'apparition d'un syndrome parkinsonien. Cependant, il existe d'authentiques TCSP qui ne semblent pas dépendre d'une autre pathologie (TCSP idiopathique).
Le TCSP touche 0,5 à 1,25 % de la population générale.

## Origine
Les altérations biochimiques causales restent mal connues mais une perturbation de la balance dopamino-cholinergique et de la transmission sérotoninergique pourraient jouer un rôle de premier plan.
Le TCSP peut être dû à la prise de certains médicaments (notamment des antidépresseurs) ou résulter d'une autre pathologie (narcolepsie, tumeur du tronc cérébral).
En l'absence de ces explications, le TCSP a une grande probabilité d'être le premier stade d'une maladie neurodégénérative. Le suivi de 1 280 patients atteints de TCSP montre que douze ans après, 74 % ont reçu un diagnostic de maladie neurodégénérative. Le TCSP semble résulter d'une neurodégénérescence due à l'agrégation d'alpha-synucléine dans les zones du tronc cérébral qui normalement bloquent les voies motrices pendant le sommeil paradoxal et est notamment typique de la démence à corps de Lewy. On ne sait pas détecter ces agrégats in vivo, mais les autopsies de personnes atteintes de TCSP montrent ces accumulations chez 90 % d'entre elles.

## Traitements
Le TCSP répond très bien au traitement médicamenteux, clonazépam notamment.

## Risques et bénéfices
Le TCSP peut être dangereux pour le rêveur ou pour ses partenaires en raison de l'éventuelle violence de ses mouvements. C'est un signe précurseur fiable des synucléinopathies, notamment la maladie de Parkinson. Toutefois, en  l'absence de traitement curatif ou préventif (seuls existent des traitements symptomatiques), il n'est pas utile d'en faire le dépistage précoce. 
Si le TCSP est annonciateur d'une maladie de Parkinson ultérieure, l'inverse n'est en revanche pas vrai : seules un tiers des personnes atteintes de la maladie ont présenté un TCSP antérieurement. Il semble qu'il y ait deux versions de la maladie, l'une qui commencerait dans l'intestin avant de migrer vers le cerveau via le nerf vague (en passant par le tronc cérébral et provoquant donc un TCSP), et l'autre qui commencerait dans l'amygdale, la substantia nigra et d'autres parties du cerveau.

## Extension à l'animal
Un trouble équivalent a été observé chez le chat. Dès 1965, Michel Jouvet et l'école de Lyon ont étudié l'effet causé sur cet animal par de petites lésions pratiquées dans une région du tronc cérébral qui suppriment l'atonie musculaire du stade paradoxal (le locus caeruleus). Chez les animaux ainsi opérés on observe le comportement en même temps qu'on enregistre en continu leurs états de vigilance. Dès le début du stade paradoxal repéré sur les enregistrements encéphalographiques, l'animal lève la tête et semble regarder autour de lui. Cependant sa membrane nictitante (la troisième paupière des chats) reste abaissée, ce qui n'est jamais le cas dans l'éveil, et il ne réagit pas aux stimulations visuelles ou auditives. Ensuite, il peut présenter une variété de comportements tels que la marche, l'exploration de la cage, la poursuite d'un objet imaginaire, la peur, la rage, l'attaque ou le toilettage. Des comportements sexuels tels que l'incurvation du dos chez la femelle peuvent aussi être observés.
Ces comportements sont imprévisibles et ne sont pas dirigés vers un but. L'animal est aveugle et sourd, dans son monde à lui. L'association de ces comportements avec le sommeil paradoxal permet de dire que ce sont des rêves agis.